# Техаські рейнджери знов у сідлі
Техаські рейнджери знов у сідлі (англ. The Texas Rangers Ride Again) — американський вестерн режисера Джеймса П. Хогана 1940 року.

## Сюжет
Техаським рейнджерам вдається впровадити свою людину в банду місцевих крадіїв худоби.

## У ролях
- Еллен Дрю — Еллен Денджерфілд
- Джон Говард — Джим Кінгстон
- Акім Тамірофф — Міо Піо
- Мей Робсон — Сесілія Денджерфілд
- Бродерік Кроуфорд — Мейс Товнслі
- Чарлі Грейпвін — Бен Келдволдер
- Джон Мільян — Картер Денджерфілд
- Вільям Дункан — капітан Інгліс
- Ентоні Квінн — Джо Юма
- Гарві Стефенс — рейнджер Блер
- Єва Пуг — Марія
- Гарольд Гудвін — рейнджер Комсток
- Едвард Полі — Пало Пете
- Джозеф Крехан — Джонсон
- Монте Блу — Пабло Слайд Алонг